# Puchar Narodów Afryki 2023 (kwalifikacje)/Grupa L
Grupa L jest jedną z dwunastu grup eliminacji do turnieju o Puchar Narodów Afryki 2023. Składa się z czterech wymienionych niżej reprezentacji:
- Senegal
- Benin
- Mozambik
- Rwanda

## Tabela
| Msc. | Zespół   | M | W | R | P | Br+ | Br- | +/- | Pkt |
| ---- | -------- | - | - | - | - | --- | --- | --- | --- |
| 1    | Senegal  | 6 | 4 | 2 | 0 | 12  | 4   | +8  | 14  |
| 2    | Mozambik | 6 | 3 | 1 | 2 | 8   | 9   | -1  | 10  |
| 3    | Benin    | 6 | 1 | 2 | 3 | 8   | 9   | -1  | 5   |
| 4    | Rwanda   | 6 | 0 | 3 | 3 | 3   | 9   | -6  | 3   |

|          | Senegal | Benin | Mozambik | Rwanda |
| -------- | ------- | ----- | -------- | ------ |
| Senegal  | X       | 3:1   | 5:1      | 1:1    |
| Benin    | 1:1     | X     | 0:1      | 1:1    |
| Mozambik | 0:1     | 3:2   | X        | 1:1    |
| Rwanda   | 0:1     | 0:3   | 0:2      | X      |

## Wyniki

### Kolejka 1
| 2 czerwca 2022 18:00 CEST | Mozambik · Ratifo 67' | 1:1(0:0)Raport | Rwanda · 65' Nishimwe | First National Bank Stadium, Johannesburg Sędzia: Bamlak Tessema Weyesa |
|                           |                       |                |                       |                                                                         |

| 4 czerwca 2022 21:00 CEST | Senegal · Mané 12' (k.), 22', 60' (k.) | 3:1(2:0)Raport | Benin · 88' Olaitan | Stade Abdoulaye-Wade, Dakar Sędzia: Karim Sabry |
|                           |                                        |                |                     |                                                 |

### Kolejka 2
| 7 czerwca 2022 21:00 CEST | Rwanda | 0:1(0:0)Raport | Senegal · 90+8' (k.) Mané | Stade Abdoulaye-Wade, Dakar Sędzia: Jean-Jacques Ndala |
|                           |        |                |                           |                                                        |

| 8 czerwca 2022 21:00 CEST | Benin | 0:1(0:1)Raport | Mozambik · 38' Catamo | Stade de l'Amitié, Kotonu Sędzia: Joseph Ogabor |
|                           |       |                |                       |                                                 |

### Kolejka 3
| 23 marca 2023 17:00 CEST | Benin · Mounié 82' | 1:1(0:1)Raport | Rwanda · 13' Mugisha | Stade de l'Amitié, Kotonu Sędzia: Joshua Bondo |
|                          |                    |                |                      |                                                |

| 24 marca 2023 20:00 CEST | Senegal · Sabaly 9' · Mané 15' · Ndiaye 32' · Dia 39' · Diallo 88' | 5:1(4:0)Raport | Mozambik · 48' Vilanculos | Stade Abdoulaye-Wade, Dakar Sędzia: Ibrahim Mutaz |
|                          |                                                                    |                |                           |                                                   |

### Kolejka 4
| 28 marca 2023 18:00 CEST | Mozambik | 0:1(0:1)Raport | Senegal · 18' Dia | Estádio do Zimpeto, Maputo Sędzia: Jalal Jayed |
|                          |          |                |                   |                                                |

| 29 marca 2023 15:00 CET | Rwanda · Manzi 71' | 0:3(0:0)Raport | Benin · 57' Dossou | Stade Régional Nyamirambo, Kigali Sędzia: Abdulkadir Artan |
|                         |                    |                |                    |                                                            |

### Kolejka 5
| 17 czerwca 2023 21:00 CEST | Benin · Moumini 78' | 1:1(0:1)Raport | Senegal · 43' Seck | Stade de l'Amitié, Kotonu Sędzia: Jean-Jacques Ndala |
|                            |                     |                |                    |                                                      |

| 18 czerwca 2023 15:00 CEST | Rwanda | 0:2(0:1)Raport | Mozambik · 43' Catamo · 90+4' Clésio | Stade Huye, Butare Sędzia: Mustapha Ghorbal |
|                            |        |                |                                      |                                             |

### Kolejka 6
| 9 września 2023 15:00 CEST | Mozambik · Witi 27' · Guima 31' · Clésio 90+5' | 3:2(2:1)Raport | Benin · 20' Mounié · 50' Dossou | Estádio da Machava, Maputo Sędzia: Mohamed Adel |
|                            |                                                |                |                                 |                                                 |

| 4 września 2023 CEST | Senegal · Ma. Camara 66' | 1:1(0:0)Raport | Rwanda · 90+6' Niyonzima | Stade Huye, Butare Sędzia: Haythem Guirat |
|                      |                          |                |                          |                                           |

## Strzelcy
5 gole
- Sadio Mané

2 gole
- Jodel Dossou
- Steve Mounié
- Geny Catamo
- Clésio
- Boulaye Dia

1 gol
- Rachid Moumini
- Junior Olaitan
- Ricardo Guima
- Stanley Ratifo
- Gildo Vilanculos
- Witi
- Thierry Manzi
- Gilbert Mugisha
- Blaise Nishimwe
- Olivier Niyonzima
- Mamadou Lamine Camara
- Habib Diallo
- Iliman Ndiaye
- Youssouf Sabaly
- Abdoulaye Seck